# Oleksandr Iakovliev
Pour les articles homonymes, voir Iakovlev.
Oleksandr Iakovliev (ukrainien : Олександр Яковлєв ; russe : Александр Яковлев), né le 8 septembre 1957, est un athlète ukrainien représentant l'Union soviétique, spécialiste du triple saut.
Il remporte la médaille d'argent lors des Jeux de l'Amitié de 1984 à Moscou. Son record personnel est de 17,65 m, obtenu le 6 juin 1987 à Moscou.